# Вакербарт (усадьба)
Усадьба Вакербарт (нем. Schloss Wackerbarth) — бывшее имение графского рода Вакербартов в районе Нижний Лёсниц города Радебойль недалеко от Дрездена на пути к Мейсену. Барочный господский дом окружён виноградниками; этот район считается центром саксонского виноделия.
Существующий дворец был построен в начале XVIII века в качестве загородной резиденции фельдмаршала Августа Кристофа фон Вакербарта, заведовавшего строительством дворцов Августа Сильного. Работы были начаты в 1727 году и завершены в 1729 году. Проект был подготовлен архитектором Й. К. Кнёффелем, одним из помощников знаменитого Пёппельмана. Само поместье изначально носило имя Wackerbarths Ruh.